# 长寿湖风景名胜区

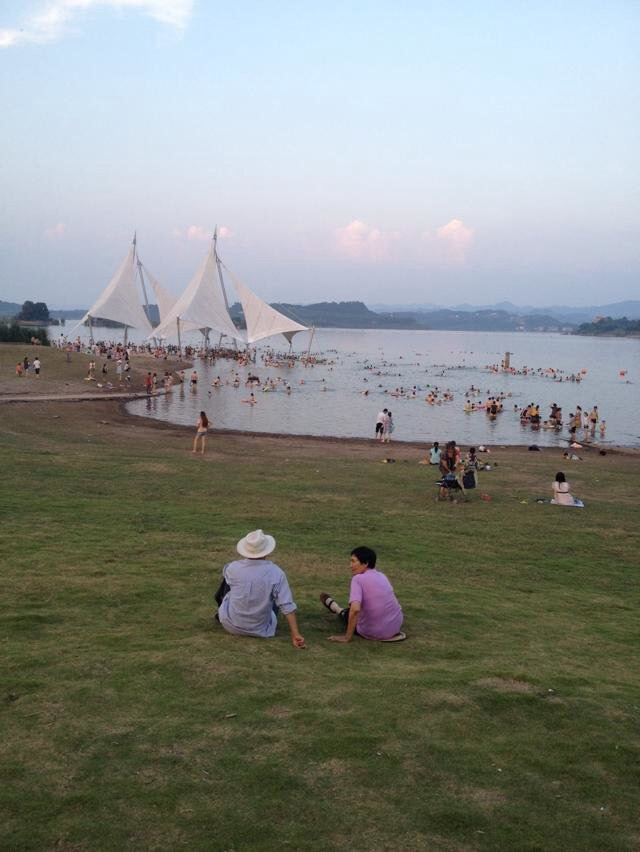
游客们正在水中嬉戏

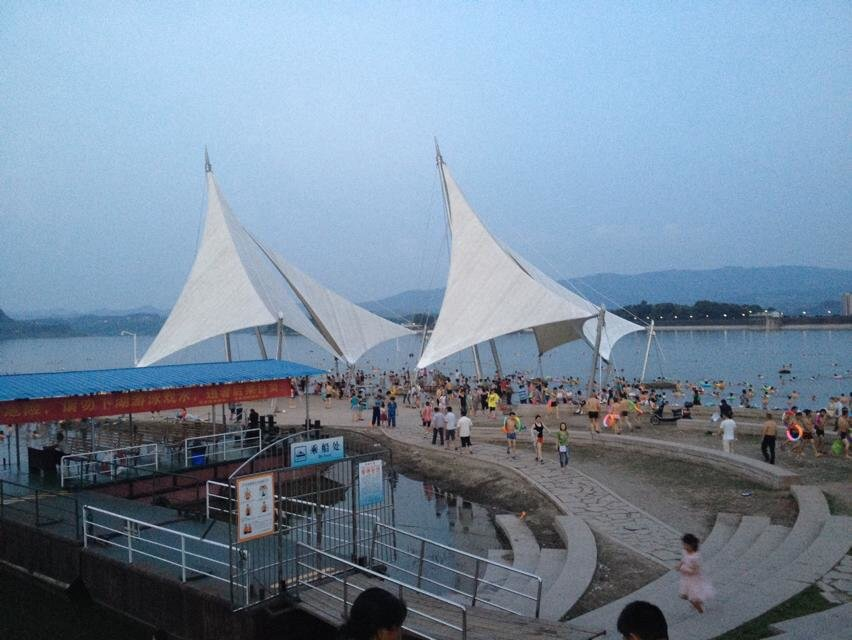
游客们正在水中嬉戏

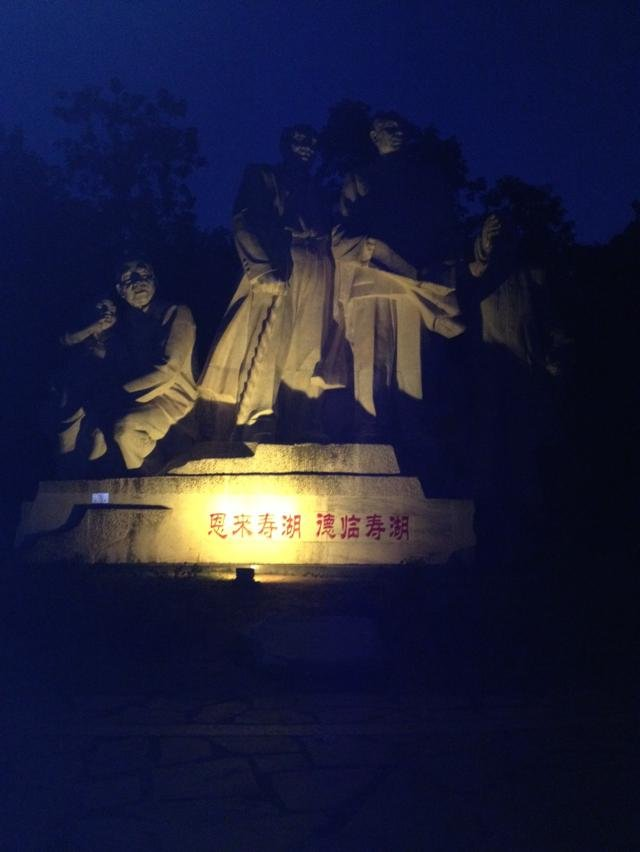
周恩来等党和国家领导人雕像

长寿湖风景名胜区位于中国重庆市长寿区、垫江县和涪陵区交界处，是以狮子滩水库（长寿湖）为基础设立的风景名胜区，距重庆主城区约100公里，2012年被国家旅游局批准为国家4A级旅游景区。

## 历史
狮子滩水库建成于1956年，是以发电为主，兼顾防洪等功能的大（一）型水库，总库容量10亿立方米。1958年农垦部门进驻库区成立长寿湖渔场，1985年长寿区正式成立长寿湖镇行政建制，1992年重庆市人民政府将长寿湖风景名胜区批准为市级风景名胜区，1997年确定为重庆市新巴蜀十二景之一“长湖浪屿”，1999年转为直辖市级风景名胜区。远期发展规划将把风景区建设成为重庆市规模最大的湖泊生态观光型的风景名胜区和中国“博鳌式”长寿文化论坛。

## 主要景点
- 长寿湖及西部岛群：湖面面积达65.5平方千米，湖中密布200余岛屿，湖区和岛屿群是长寿湖风景名胜区景观的核心部分。
- 龙溪河（跳石瀑布）：龙溪河源于梁平县天台乡，经长寿区境的狮子滩后，河床悬崖跌落，水流陡险滩多，形成多级瀑布。
- 人头山：人头山位于长寿湖东岸，安顺岛的正南方。
- 高峰岛与大坪岛：高峰岛以绿色著称，是景区内现有植被最好岛屿。大坪岛位于高峰岛南部，面积约162公顷，是湖区最大岛屿。
- 长寿湖大坝：长寿湖大坝位于湖面南部边缘，拦河坝长1014米，大坝底宽98米、高52米，顶宽8米。
- 长寿湖广场：位于长寿湖大坝西部，有石碑镌刻有1958年周恩来、李先念、李富春等人当年视察狮子滩大坝的题词以及《周总理来到长寿湖》汉白玉群雕。
- 东林寺：东林寺坐落于林峰林场东邻寨，始建于宋淳熙年间，明成化和清咸丰年间两次重修。[3]

长寿湖景区至2015年有旅游项目：游艇俱乐部、百花园、情人坡、高峰日出、湖岛果香等。长寿湖基础设施有：沿湖景观系统、车站、码头、游客接待中心、香港多家集团及星级酒店、碧桂园、国际复合等。

## 附近景区
长寿湖附近景区有：双龙镇寿山景区（长寿八景之一），菩提街道的国家4A级旅游景区长寿菩提古镇（长寿古镇文化旅游区）和菩提山等。

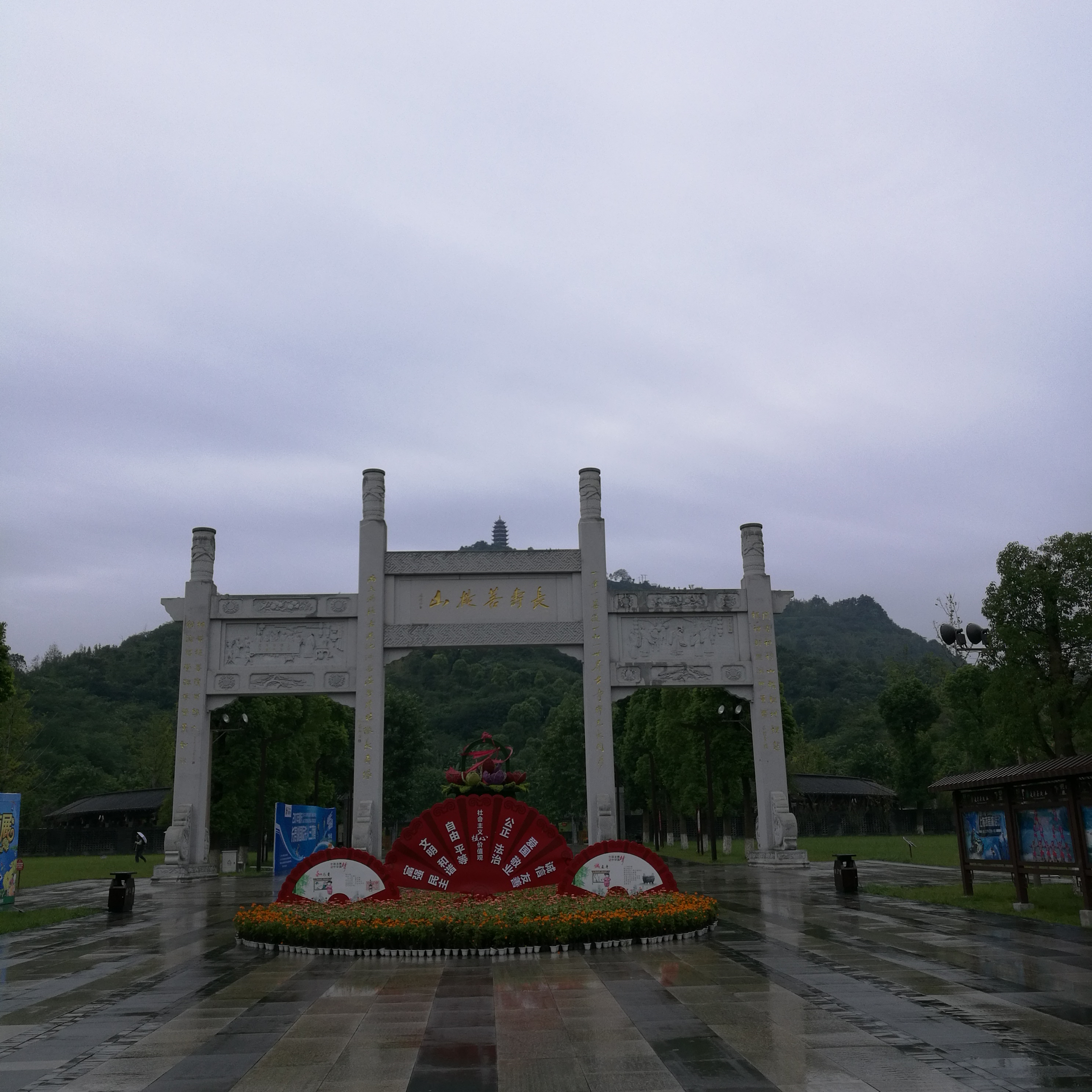
长寿菩山山门

《长寿县志》记载因佛教禅宗祖师菩提达摩到菩提山弘法而得名。菩提山高598米，总面积约15平方公里，核心景区约5平方公里。菩提山以国家5A级旅游景区为标准建造。 

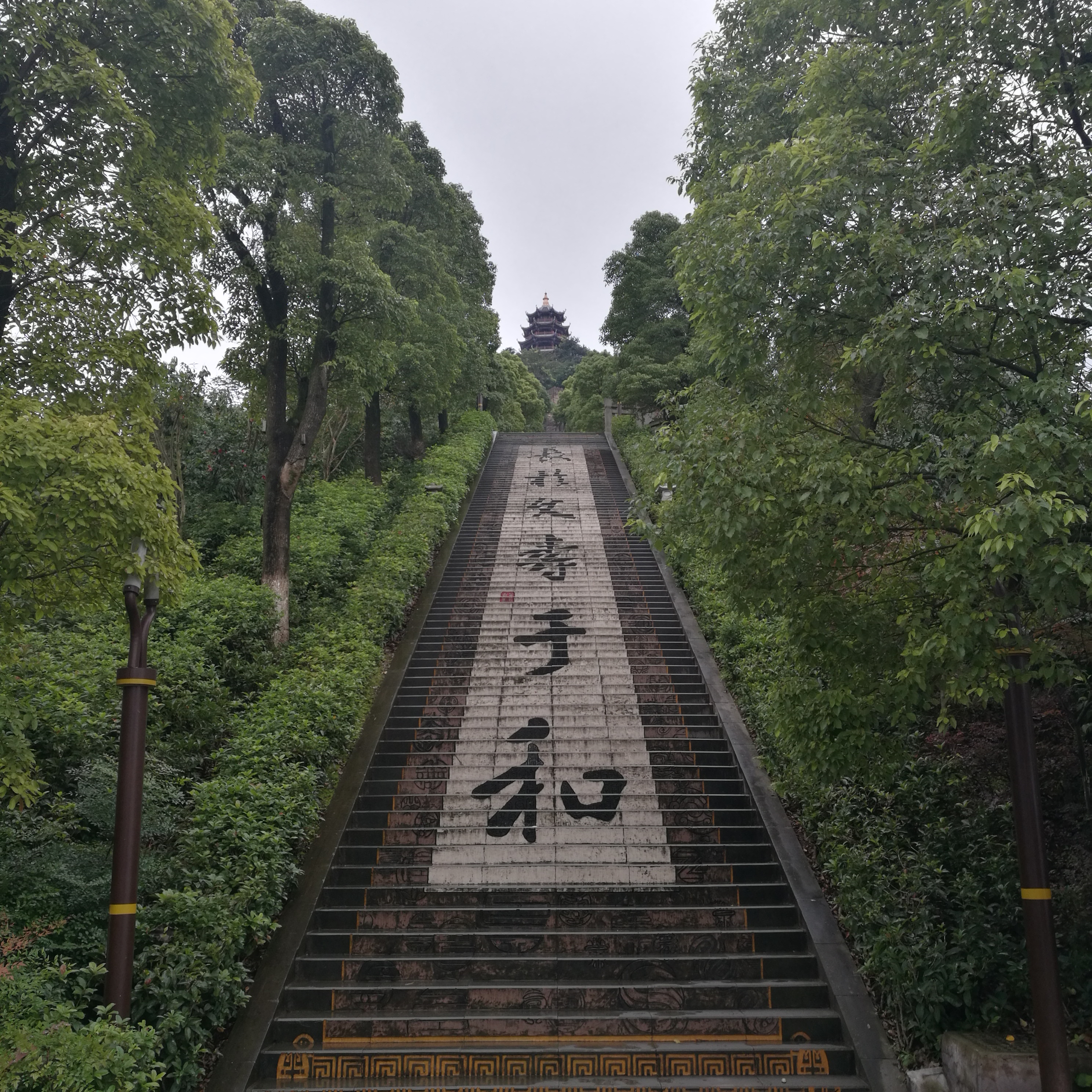
菩提寺万寿天梯

菩提寺位于菩提山顶端，始建于北宋，有“达摩道场、禅宗真脉”之称，从古至近代屡次被毁，2014年10月复建。菩提寺占地面积达60余亩，庙宇面积4500平方米，木制结构，古制建筑。从山门到老祖殿有1789级万寿天梯。寺楼有：寨门牌坊、山门殿、天王殿、钟楼、鼓楼、观音殿、地藏殿、大雄宝殿、藏经楼、祖师殿等。佛教圣物有：斯里兰卡菩提树、《贝叶经》、佛陀舍利、木雕佛像108尊、菩提达摩雕像(完整千年金丝楠阴沉木雕成，高6米、重6吨)。

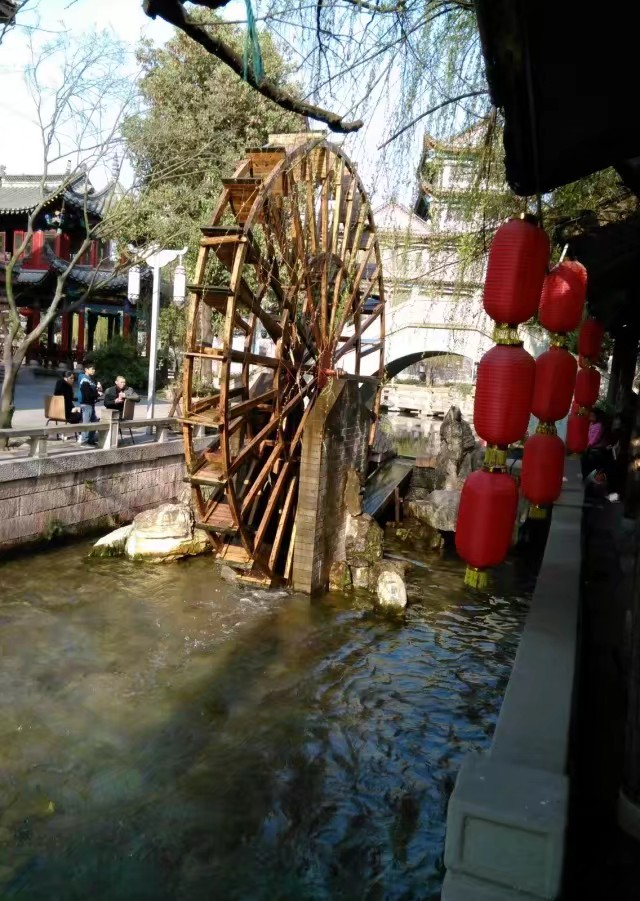
长寿菩提古镇景点水车

长寿菩提古镇位于菩提山脚，占地800亩，总建筑面积37万平方米，国家4A级旅游景区。菩提古镇以中国传统古建筑艺术为载体，集中展示几千年巴渝人文文化及华夏寿文化。菩提古镇有万寿广场、万寿阁、御龙潭公园、万寿公园等。菩提古镇举办节日有啤酒节、泼水节、柚子节、长寿火锅节等。

## 外部阅读
- 百度文库《长寿湖战略规划》 （页面存档备份，存于）